# Веннес
Веннес (швед. Vännäs) — містечко (tätort, міське поселення) у північній Швеції в лені  Вестерботтен. Адміністративний центр комуни Веннес.

## Географія
Містечко знаходиться у південно-східній частині лена  Вестерботтен за 520 км на північ від Стокгольма.

## Історія
У 1862 році було сформовано адміністративну ландскомуну Веннес.
Містечко з околицями 1928 року отримав статус чепінга.

## Герб міста
Чепінг Веннес використовував свого герба з 1951 року.
Сюжет герба: щит двічі розтятий і двічі перетятий на 5 золотих і 4 червоні поля; у золотих полях по червоному колесу, у червоних — по золотому зубчастому колесу. Символи підкреслювали промислово-транспортні особливості містечка.
Ландскомуна Веннес вживала герб з 1947 року, а отримала королівське надання 1952 року. 

Герб ландскомуни Веннес
(1947-1970)

Сюжет: синьому полі срібний міст, під ним — три золоті тонкі обрізані балки, дві над однією. Міст символізує мости, прокладені через річки Умеельвен і Вінделельвен. Золоті балки означають історичний сплав лісу по річках.
Після адміністративно-територіальної реформи, проведеної в Швеції на початку 1970-х років, муніципальні герби стали використовуватися лишень комунами. Герб чепінга вийшов з ужитку, а герб ландскомуни був 1971 року перебраний для нової комуни Веннес.

## Населення
Населення становить 4 466 мешканців (2018). 

## Спорт
У поселенні базуються футбольний клуб «Спеланд Веннес» ІК, хокейний Веннес ГК, волейбольний Веннес ВК та інші спортивні організації.

## Галерея

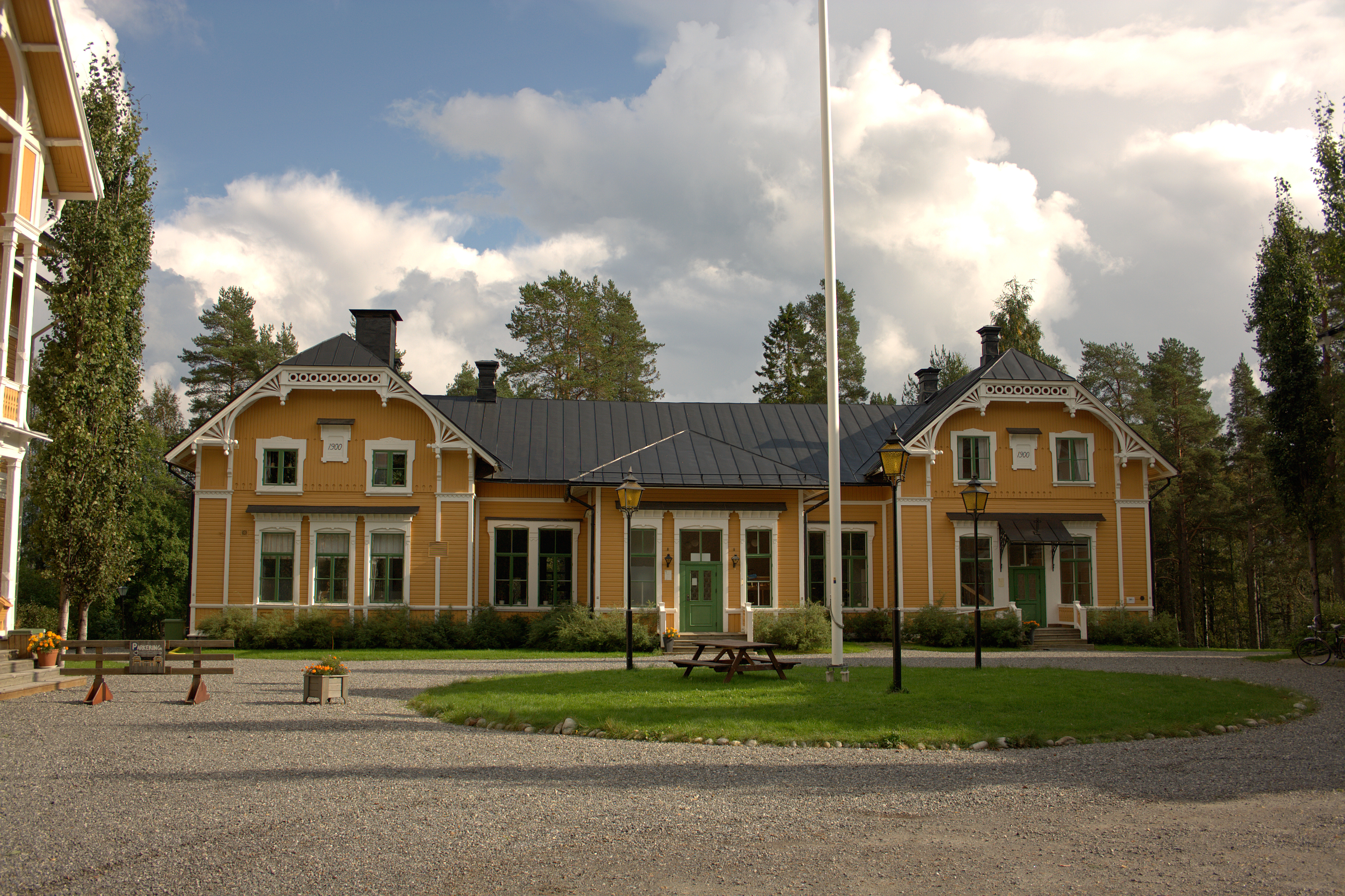
Торговий центр
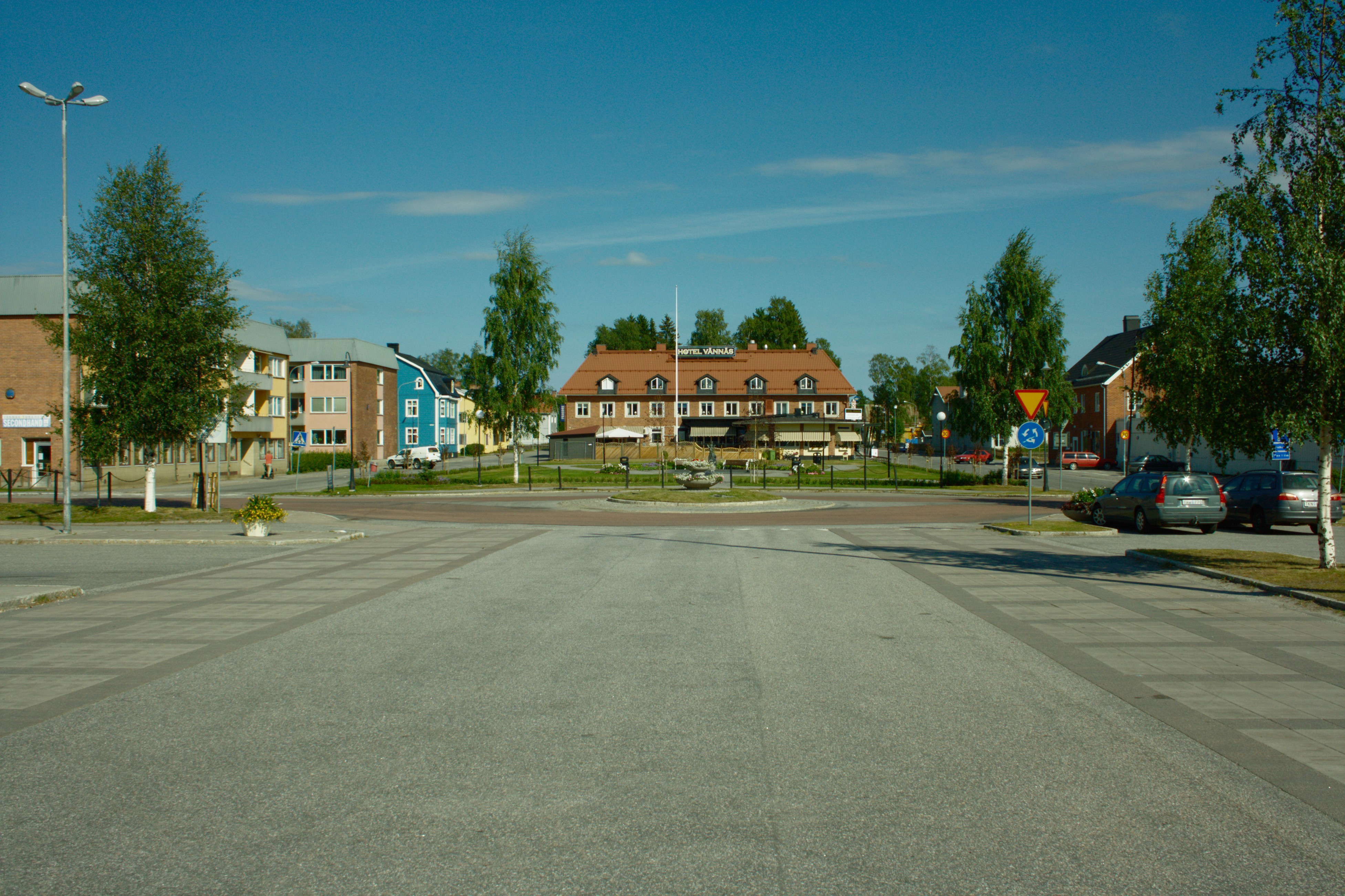
Центр містечка
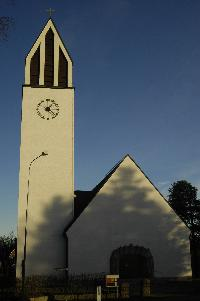
Церква
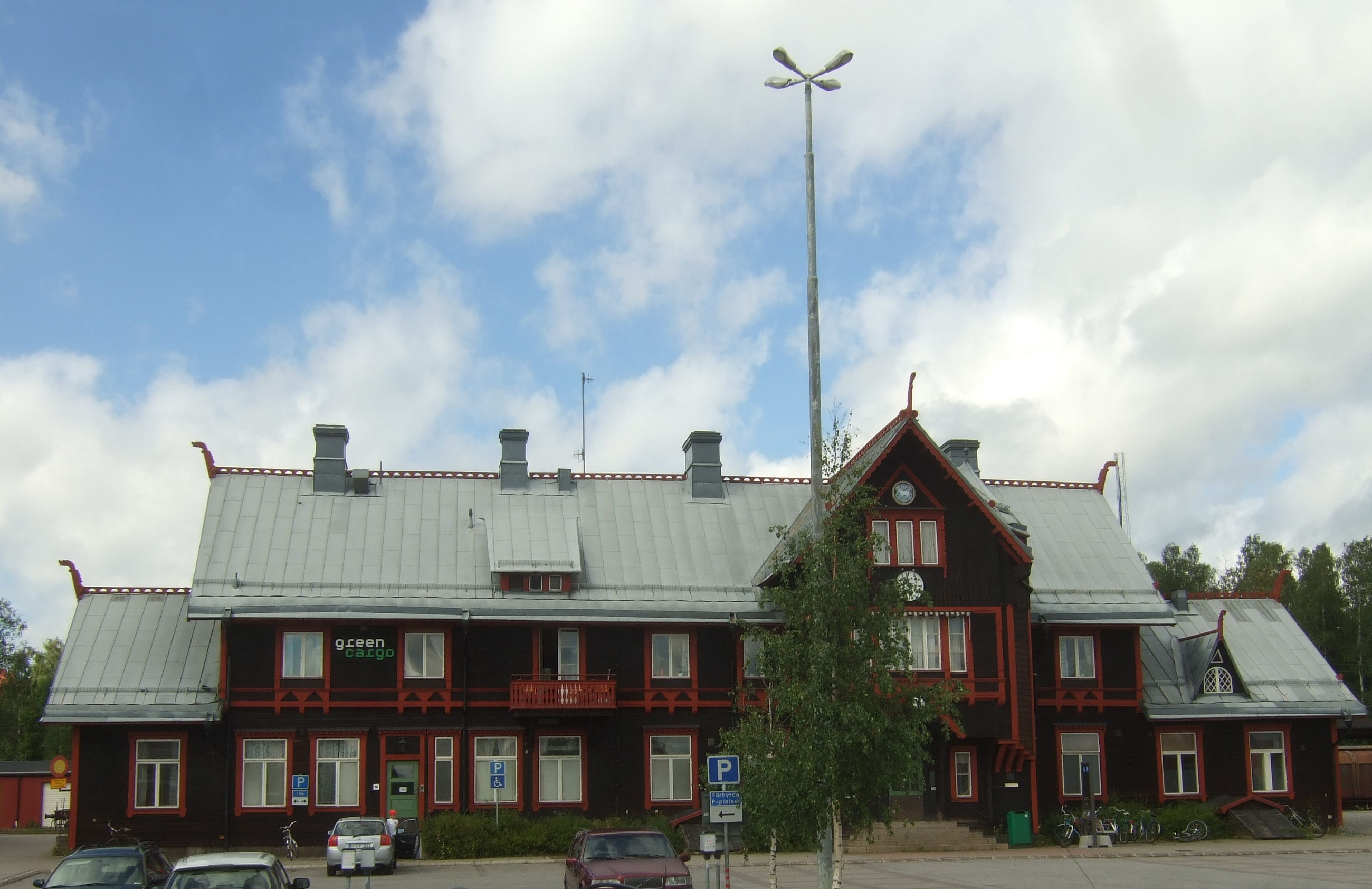
Залізнична станція

## Покликання
- Сайт комуни Веннес [Архівовано 29 жовтня 2020 у Wayback Machine.]